# Aleksander Tammert
Aleksander Tammert (Tartu, 2 de fevereiro de 1973) é um lançador de disco da Estônia.
Tammert participou dos Jogos Olímpicos de Verão de 2004, terminando a prova no quarto lugar. Entretanto, após a descoberta do doping do primeiro colocado, o húngaro Róbert Fazekas, Tammert herdou a medalha de bronze.
Seu melhor lançamento é de 70,82 metros, conseguido em 15 de abril de 2006 em Denton, Texas.